# Constantí IV de Lampron
Constantí IV de Lampron fou patriarca de l'església armènia del 1322 al 1326. Fou escollit el 1322 a la mort de Constantí III de Cesarea, molt proper a les tesis d'unió amb l'església romana. Com que aquesta posició tenia molta oposició amb el clergat, va haver de transigir com va poder entre el rei Lleó V d'Armènia Menor (partidari), al que va obeir, i els bisbes i sacerdots (oposats). El rei va afavorir a l'ordre catòlica dels Frares Units de Sant Gregori, afiliats als dominicans. Va morir el 1326. El 1327 fou elegit al seu lloc Hacob II de Tarsus.